# Ursula Franklin
Ursula Franklin, nata Ursula Maria Martius (Monaco di Baviera, 16 settembre 1921 – Toronto, 22 luglio 2016), è stata una fisica e attivista tedesca naturalizzata canadese.

## Biografia

### Primi anni
Ursula Maria Martius nacque a Monaco di Baviera, in Germania, il 16 settembre 1921.  Sua madre era ebrea e storica d'arte mentre suo padre era un etnografo discendente di un'antica famiglia protestante tedesca. A causa della persecuzione nazista degli ebrei, i suoi genitori cercarono di farla studiare in Gran Bretagna durante la Seconda guerra mondiale, ma gli inglesi rifiutarono di rilasciare un visto per studenti a chiunque avesse meno di 18 anni. Ursula studiò quindi chimica e fisica all'Università di Berlino fino a quando fu espulsa dai nazisti. I suoi genitori furono internati in campi di concentramento mentre la stessa Franklin fu mandata in un campo di lavoro forzato e riparò edifici bombardati. La famiglia, fortunatamente, sopravvisse all'Olocausto e si riunì a Berlino dopo la guerra.

### Carriera accademica
Ursula Franklin, per sua stessa ammissione, decise inizialmente di studiare materie scientifiche a causa della censura a cui l'insegnamento della storia e della letteratura erano sottoposti in quel periodo. Nel 1948 ricevette il suo dottorato di ricerca in fisica sperimentale presso l'Università Tecnica di Berlino. In quegli anni iniziò a maturare in lei la ricerca di un'opportunità per lasciare la Germania dopo aver realizzato che non c'era posto lì per qualcuno che si opponeva fermamente al militarismo e all'oppressione, e così decise di trasferirsi in Canada. Lì lavorò per 15 anni (dal 1952 al 1967) prima come ricercatrice e poi come senior presso la Ontario Research Foundation. Nel 1967 divenne ricercatrice e professore associato presso il Dipartimento di Metallurgia e Scienza dei Materiali della Facoltà di Ingegneria dell'Università di Toronto, in quanto esperta in metallurgia e scienza dei materiali. In seguito fu promossa a professore ordinario nel 1973, ricevendo poi la designazione di professore universitario nel 1984, diventando la prima professoressa donna a ricevere la più alta onorificenza dell'università. Fu nominata professoressa emerita nel 1987, titolo che mantenne fino alla morte.

### Vita Privata
Nel 1952 Ursula Franklin sposò Fred Franklin (nato nel 1921), un ingegnere di origine ebraica tedesca di ideologia quacchera, che acquisì mentre viveva in Inghilterra, mentre era in collegio per sfuggire ai nazisti. I due, arrivati in Canada, dopo la nascita dei loro due figli, cercarono una casa spirituale e si unirono alla Society of Friends nel 1964.  "Eravamo pacifisti prima di essere quaccheri ", Dice Franklin," ma per noi è stata una transizione molto facile al quacchero, ed è stata un'ottima casa e una famiglia allargata per noi e per i nostri figli ". Franklin ha trascorso i suoi ultimi anni in una casa di cura con Fred, che le è sopravvissuto. Morì il 22 luglio 2016 all'età di 94 anni.

## Attività di ricerca
Ursula Franklin fu una pioniera nel campo dell'archeometria, che applica l'analisi dei materiali moderna all'archeologia . Ha lavorato, tra tanti, alla datazione di manufatti preistorici in bronzo, rame e ceramica. Un piccolo esempio del suo lavoro in questo campo riguarda la natura degli specchi cinesi neri lucidi trovati in grandi quantità nelle tombe antiche. L'uso di Franklin di analisi al microscopio, incisione, microsonda elettronica e fluorescenza a raggi X ha prodotto la prova che quello che alcuni pensavano essere un effetto corrosivo era in realtà presente in questi antichi specchi (e armi) fin dall'inizio.

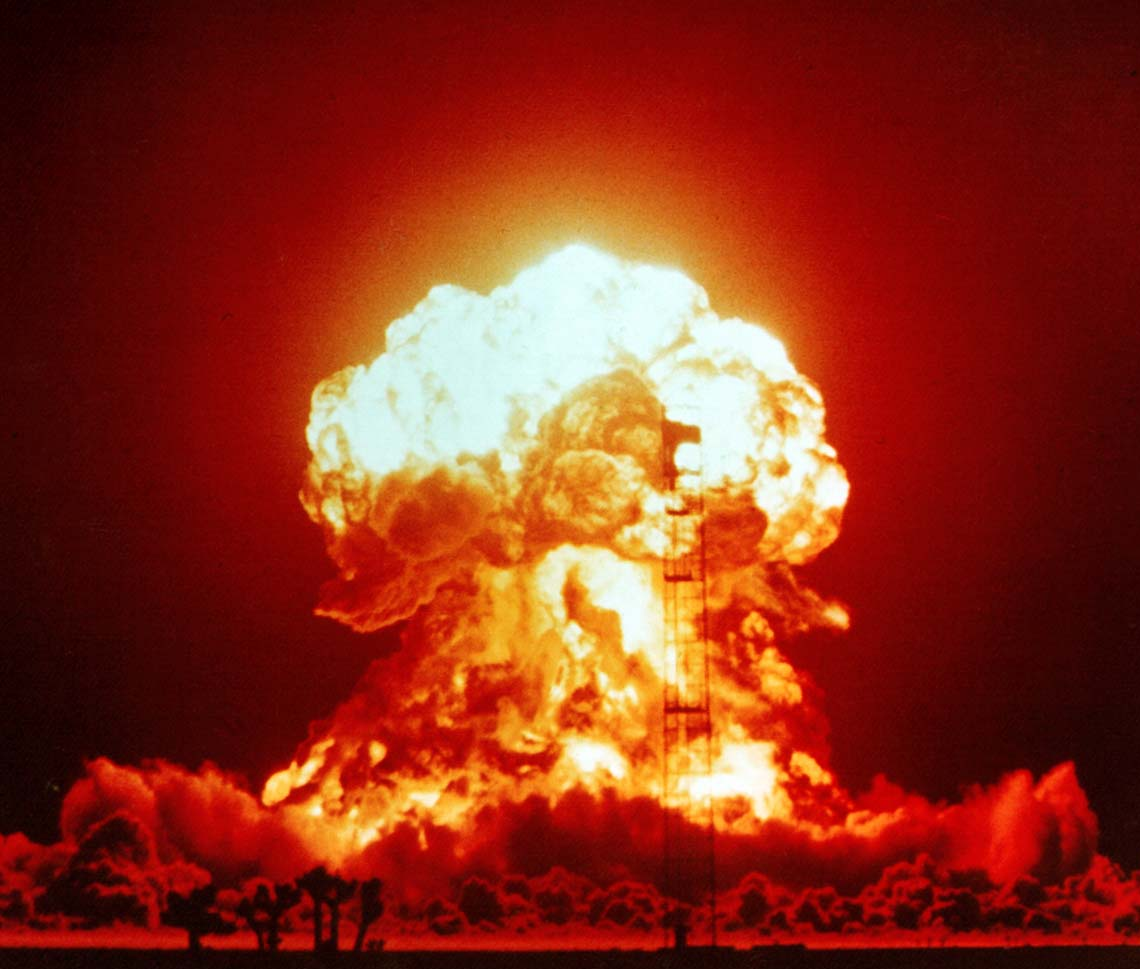
Un test sulle armi nucleari degli Stati Uniti nel 1953 a cui Ursula Franklin ha contribuito a porre fine.

All'inizio degli anni '60 Ursula Franklin era uno dei numerosi scienziati che hanno partecipato al Baby Tooth Survey, un progetto fondato da Eric e Louise Reiss insieme ad altri scienziati come Barry Commoner, che ha studiato i livelli di stronzio-90, un isotopo radioattivo in fallout dai test sulle armi nucleari, nei denti dei bambini. Questa ricerca ha contribuito alla cessazione dei test sulle armi atmosferiche. Franklin ha pubblicato più di cento articoli scientifici e contributi sulla struttura e le proprietà di metalli e leghe, nonché sulla storia e sugli effetti sociali della tecnologia.

## Attivismo

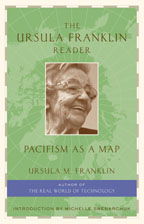
La copertina del libro di Ursula Franklin del 2006 su pacifismo, femminismo, tecnologia, insegnamento e apprendimento

Franklin era attivista nella Voice of Women (VOW), ora Canadian Voice of Women for Peace, una delle principali organizzazioni di difesa sociale del Canada. Nel 1968, lei e il presidente nazionale VOW Muriel Duckworth presentarono un brief a un comitato della Camera dei Comuni affermando che il Canada e gli Stati Uniti avevano stipulato accordi commerciali militari senza un adeguato dibattito pubblico. Sostenevano che questi accordi commerciali rendevano difficile per il Canada adottare posizioni di politica estera indipendenti come la richiesta di un ritiro immediato delle forze armate statunitensi dal Vietnam del Sud.  Nel 1969, Franklin e Duckworth convocarono un comitato del Senato canadese per raccomandare al Canada di interrompere la sua ricerca sulle armi chimiche e biologiche e di spendere invece denaro per la ricerca ambientale e la medicina preventiva .  Franklin faceva anche parte di una delegazione VOW del 1969 che sollecitava il governo federale a ritirarsi dall'Organizzazione del Trattato del Nord Atlantico e istituire un'agenzia speciale per sovrintendere al disarmo canadese .
Negli anni '80, Franklin ha partecipato a una campagna organizzata per conquistare il diritto degli obiettori di coscienza di reindirizzare parte delle loro imposte sul reddito da usi militari a scopi pacifici. Il suo articolo del 1987, scritto per sostenere la campagna, sosteneva che il diritto ben riconosciuto di rifiutare il servizio militare per motivi di coscienza dovrebbe essere esteso per includere il diritto di rifiutarsi di pagare le tasse per i preparativi di guerra.  Franklin ha affermato che la disposizione sulla libertà di coscienza della Carta canadese dei diritti e delle libertà garantiva questa forma di obiezione di coscienza.  Il suo documento doveva essere parte di un appello alla Corte Suprema del Canada. I tribunali inferiori avevano condannato coloro che trattenevano una parte delle loro tasse per aver violato la legge sull'imposta sul reddito. Nel 1990, tuttavia, la Corte Suprema ha rifiutato di ascoltare il ricorso.
Dopo il ritiro di Franklin, lei e molti altri docenti in pensione hanno intentato un'azione legale collettiva contro l'Università di Toronto sostenendo che era stata ingiustamente arricchita pagando docenti femminili meno di uomini comparabilmente qualificati. Nel 2002, la causa è stata risolta quando l'università ha riconosciuto che molte delle sue docenti avevano sofferto di barriere di genere e discriminazione salariale durante la loro carriera. Di conseguenza, circa 60 docenti universitari in pensione hanno ricevuto una liquidazione di equità salariale intesa a compensarli per i salari e le pensioni inferiori che avevano ricevuto.
Franklin ha continuato ad avere una forte associazione con il Massey College dell'Università di Toronto come senior fellow e senior resident.  Le sue numerose attività includono incoraggiare le giovani donne a perseguire carriere scientifiche, promuovere la pace e la giustizia sociale e parlare e scrivere degli effetti sociali della scienza e della tecnologia.  Molti dei suoi articoli e discorsi su pacifismo, femminismo, tecnologia e insegnamento sono raccolti in The Ursula Franklin Reader pubblicato nel 2006. Franklin è anche l'autore di The Real World of Technology.
In uno scritto intitolato "Lettera a uno studente laureato", Franklin ha incoraggiato la carriera nella fisica di una studentessa "stanca", che è devota al femminismo ma interessata alla fisica e incerta su come integrare i due. Nella lettera Franklin esalta i meriti della collega Maggie Benston, i cui contributi al pensiero femminista e alla pedagogia, affermava Franklin, provenivano dal suo modo di essere integrato e dal suo fondamento filosofico nella scienza. Cita come esempio il punto di Benston secondo cui gli effetti collaterali negativi delle pillole contraccettive sono considerati tollerabili secondo le pratiche mediche attuali che sono permeate dal pregiudizio patriarcale del riduzionismo. Sono radicalmente necessarie nuove metodologie, ha sottolineato, in accordo con gli scritti di Benston. La fiducia di Franklin nel fare affidamento sui principi scientifici per affrontare anche le lotte quotidiane come un ambiente "circondato da cretini" caratterizza l'allegra chiusura della lettera, in cui raccomanda di "prendere appunti sul campo" e immaginarsi come un "esploratore che incontra una strana tribù". Nella lettera Franklin menziona come un interessato a parte lo stato estremamente precoce della ricerca sulla materia organica solida, rispetto alla condizione molto ben studiata della fisica dello stato solido. Lei ipotizza che l'abbandono di quest'area di ricerca possa avere una componente politica, dati i suoi vantaggi per gli esseri umani piuttosto che per i militari.

## Premi e riconoscimenti
Franklin ha ricevuto numerosi premi e riconoscimenti durante la sua lunga carriera. Nel 1984, è diventata la prima donna presso l'Università di Toronto di essere nominato "professore universitario",  un titolo speciale, che è la più alta onorificenza conferita dall'università. È stata nominata Ufficiale dell'Ordine del Canada nel 1981 e Compagna dell'Ordine nel 1992.  È stata nominata nell'Ordine dell'Ontario nel 1990.  Nel 1982 le è stato conferito il premio di merito per la città di Toronto, principalmente per il suo lavoro nella pianificazione del quartiere.  Ha ricevuto un'iscrizione onoraria alla Delta Kappa GammaSociety International for women educators nel 1985. Due anni dopo, le è stato conferito il premio commemorativo Elsie Gregory McGill per i suoi contributi all'istruzione, alla scienza e alla tecnologia. Nel 1989, ha ricevuto il Wiegand Award che riconosce i canadesi che hanno dato un contributo significativo alla comprensione delle dimensioni umane della scienza e della tecnologia.  Nel 1991, ha ricevuto il Premio del Governatore Generale in Commemorazione del caso della persona per aver promosso l'uguaglianza delle ragazze e delle donne in Canada. Lo stesso anno, ha ricevuto la medaglia Sir John William Dawson. Ha ricevuto nel 2001 la Pearson Medal of Peace per il suo lavoro nei diritti umani. Nel 2004, Franklin è stato insignito di uno dei primi premi Adrienne Clarkson del Massey College , in onore di risultati eccezionali nel servizio pubblico.  È stata inserita nella Canadian Science and Engineering Hall of Fame nel 2012.  Ha ricevuto lauree honoris causa da più di una dozzina di università canadesi, tra cui una in scienze della Queen's University e una in lettere umanitarie dal Monte Saint Vincent, entrambe nel 1985.
Nel marzo 2020, il Toronto East York Community Council ha votato all'unanimità per far ribattezzare Russell Street come Ursula Franklin Street.

## Opere
- Ursula Franklin, Knowledge reconsidered: a feminist overview = Le savoir en question : vue d'ensemble féministe, 1984, ISBN 978-0-919653-44-3.
- (EN) Ursula Franklin, Will women change technology or will technology change women?, 1985, ISBN 978-0-919653-09-2.
- (EN) Ursula Franklin, The Real World of Technology, 1992, ISBN 0-88784-531-2.
- (EN) Ursula Franklin, Every Tool Shapes the Task: Communities and the Information Highway, 1996, ISBN 0-920999-30-1.
- (EN) Ursula Franklin, The Ursula Franklin Reader: Pacifism as a Map, 2006, ISBN 1-897071-18-3.
- (EN) Ursula Franklin e Sarah Jane Freeman, Ursula Franklin Speaks: Thoughts and Afterthoughts, ISBN 0773543848.